# Ammotretis
Ammotretis is een geslacht van straalvinnige vissen uit de familie van schollen (Pleuronectidae).

## Soorten
- Ammotretis brevipinnis Norman, 1926
- Ammotretis elongatus McCulloch, 1914
- Ammotretis lituratus (Richardson, 1844)
- Ammotretis macrolepis McCulloch, 1914
- Ammotretis rostratus Günther, 1862